# Billeron
Der Billeron ist ein kleiner Fluss im Nordosten von Frankreich, der im Département Moselle der Region Grand Est nordwestlich der Stadt Metz verläuft.

## Geographie

### Verlauf
Der Billeron entspringt im Gemeindegebiet von Saint-Privat-la-Montagne, entwässert generell Richtung Ostnordost und mündet nach rund 15 Kilometern im Gemeindegebiet von Hauconcourt als linker Nebenfluss in die Mosel. Im Oberlauf verläuft der Billeron weitgehend parallel zur Autobahn A4. Im Unterlauf quert er die Bahnstrecke Metz-Ville–Zoufftgen, die Autobahn A31 und verläuft auch unter dem die Mosel begleitenden Schifffahrtskanal Canal des mines de fer de la Moselle.

### Orte am Fluss
(Reihenfolge in Fließrichtung)
- Marengo, Gemeinde Saint-Privat-la-Montagne
- Bronvaux
- Marange, Gemeinde Marange-Silvange
- Prédelé, Gemeinde Maizières-lès-Metz
- Hauconcourt